# Appias indra
Appias indra är en fjärilsart som först beskrevs av Moore 1858.  Appias indra ingår i släktet Appias och familjen vitfjärilar. Inga underarter finns listade i Catalogue of Life.

## Bildgalleri

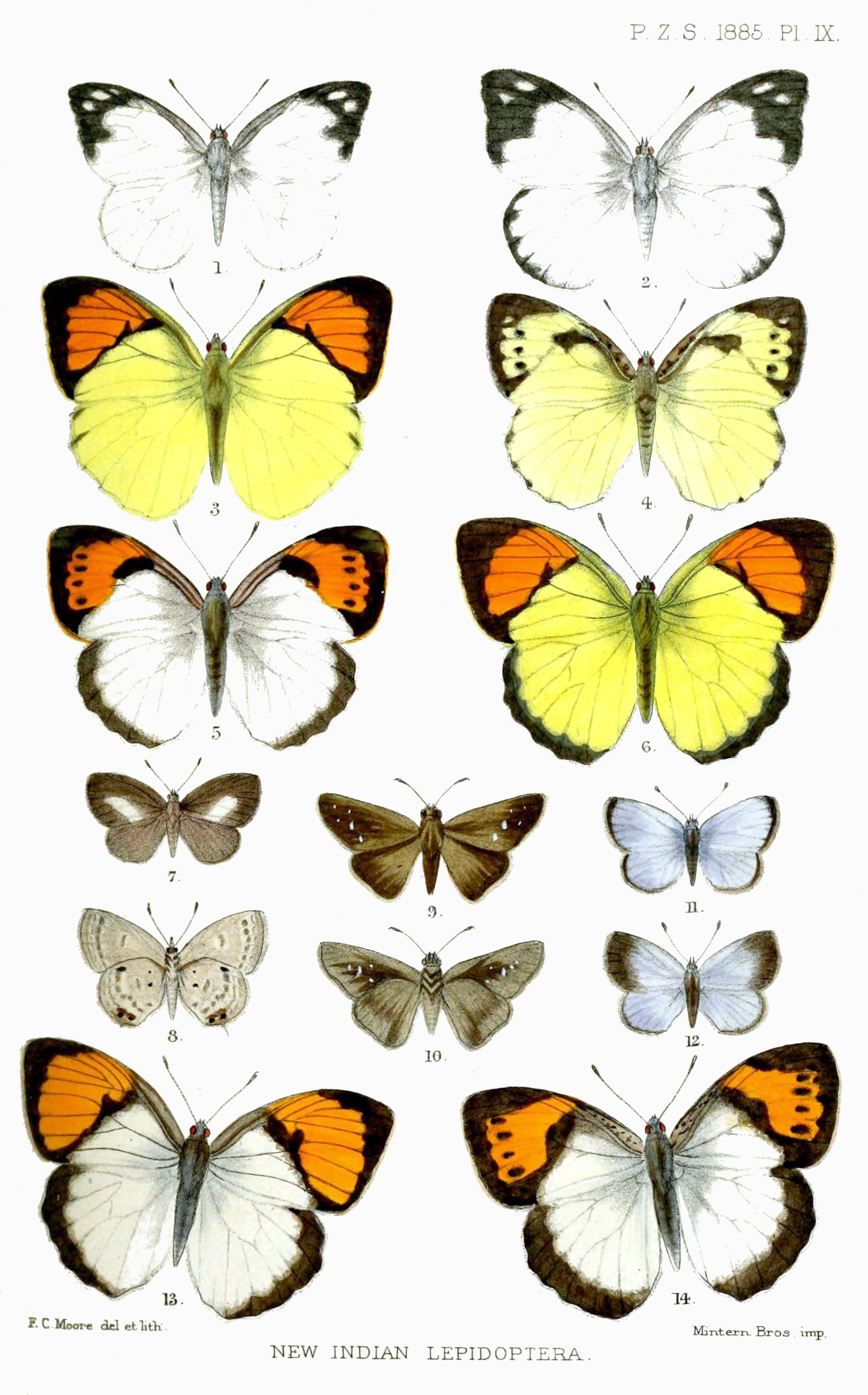
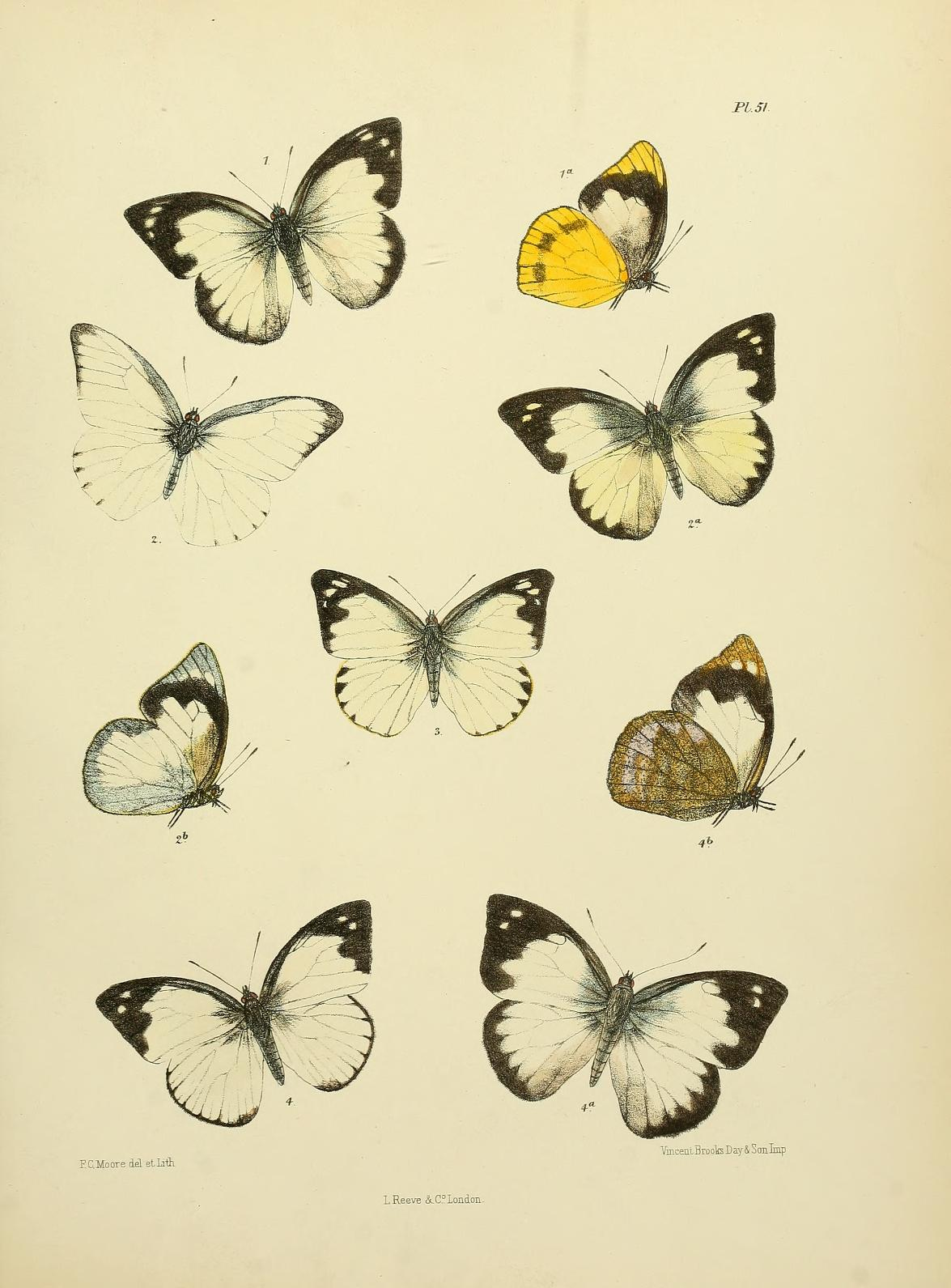
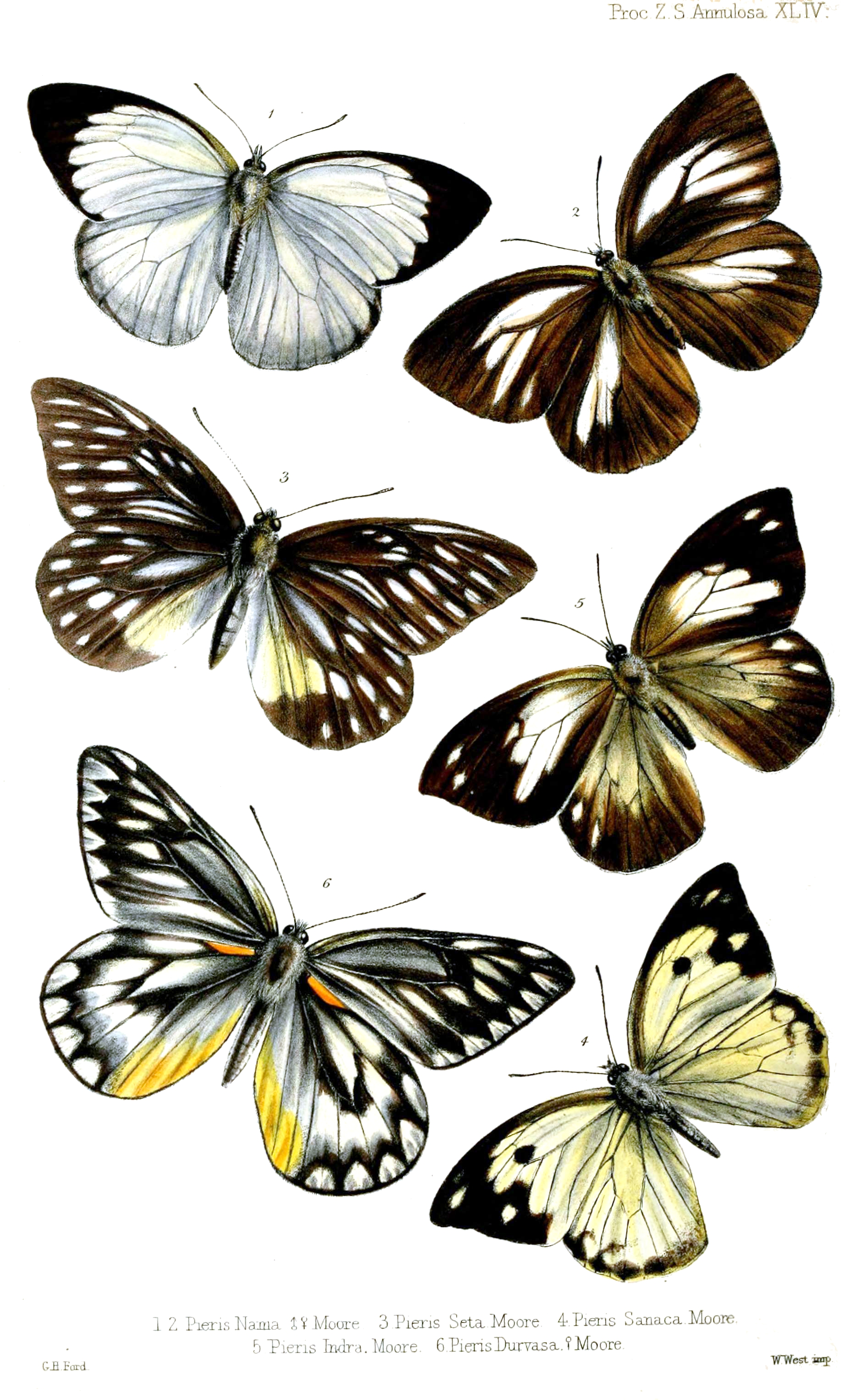